# Aurel Șuteu
Aurel Șuteu (ur. 8 grudnia 1957) – rumuński zapaśnik walczący w stylu wolnym. Olimpijczyk z Moskwy 1980, gdzie zajął piąte miejsce w kategorii 62 kg.
- Turniej w Moskwie 1980

Wygrał z Brytyjczykiem Brianem Aspenem i Mongołem Öldzijbajarynem Nasandżargalem a przegrał z Magomied-Gasanem Abuszewem z ZSRR i Michem Dukowem z Bułgarii.